# 呉纂
呉 纂（ご さん、? - 太平元年（256年））は、中国三国時代の呉の人物。揚州呉郡呉県の人。父は呉祺。妻は滕胤の娘。

## 生涯
大伯母の呉夫人は孫堅の妻で、『三国志』に立伝され、彼女の伝に一族と共に記述される。都亭侯の父・呉祺が亡くなるとその後を継いだ。
太平元年（256年）10月、呉の政権を取っていた孫峻が亡くなり、孫綝が後を継ぐことになると、舅の滕胤がこれに反発しクーデターを図るが失敗に終わり、一族は皆殺しとなる。この時に呉纂も巻き添えとなり、殺害された。